# مشكين دشت
مشكين دشت (بالفارسية: مشکین‌دشت) هي مدينة تقع في إيران في قسم. يقدر عدد سكانها بـ 43,696 نسمة .